# Marta Larralde
Marta Larralde est une actrice espagnole, née le 22 avril 1981 à Vigo (province de Pontevedra).

## Filmographie
Sauf indication contraire, les informations mentionnées dans cette section peuvent être confirmées par la base de données cinématographiques IMDb,  présente dans la section « Liens externes ».

### Cinéma

#### Longs métrages
- 2001 : Lena de Gonzalo Tapia : Lena
- 2003 : El lápiz del carpintero : Costurera 3
- 2003 : Una preciosa puesta de sol : Beatriz
- 2004 : León et Olvido de Xavier Bermúdez : Olvido
- 2004 : Mar adentro d'Alejandro Amenábar : la fille de la plage
- 2005 : El penalti más largo del mundo : Cecilia
- 2005 : Interior (noche) : Ana
- 2006 : Días azules : Belén
- 2007 : Dos miradas : Laura
- 2007 : Hotel Tívoli : Rita
- 2007 : La velocidad funda el olvido : Carmen
- 2008 : 4000 euros : Sara
- 2011 : Onde está a Felicidade ? : Milena
- 2013 : Cruzados : Laura
- 2013 : O ouro do tempo
- 2013 : Todas las mujeres : Carmen
- 2014 : Justi & Cía. : Iris
- 2015 : Dieu, ma mère et moi de Federico Veiroj (es) : Pilar
- 2015 : Novatos de Pablo Aragüés : Carmen
- 2015 : The Beach of the Drowned : Alicia Castelo
- 2016 : La mano invisible : La Mujer de traje

#### Courts métrages
- 2003 : Los perros de Pavlov
- 2004 : El último peldaño
- 2007 : Luz
- 2009 : Espaguetis crudos
- 2009 : Mínimo común múltiplo
- 2009 : Zapatos
- 2010 : Il mondo mio
- 2011 : El disfraz del cielo
- 2011 : Pornobrujas
- 2012 : 3 minutos
- 2012 : Eskiper
- 2012 : No hace falta que me lo digas
- 2012 : Walkie Talkie
- 2014 : Everything (You say) I am
- 2014 : Los huesos del frío
- 2014 : Vecinikas
- 2015 : Disney
- 2015 : Restart
- 2017 : Respirando

### Télévision

#### Séries télévisées
- 2004 : Un, Dos, Tres : Elena
- 2006 : Hospital Central : Dra. Luna Pombero
- 2008 : Impares : Diana / María García
- 2009 : O Nordés : Ana
- 2009 : U.C.O. : Ana
- 2010 : Matalobos : Raquel
- 2010 : Todas las mujeres : Carmen
- 2011 : Los misterios de Laura : Novia de Roberto Gracia
- 2011-2013 : Grand Hôtel : Belén
- 2015 : B&b, de boca en boca : Lucía Escudero
- 2015-2017 : Seis hermanas : Diana Silva
- 2018 : Fariña : Nieves

#### Téléfilms
- 2005 : Viure de mentides : Cristina Durán

## Distinctions
Sauf indication contraire, les informations mentionnées dans cette section peuvent être confirmées par la base de données cinématographiques IMDb,  présente dans la section « Liens externes ».
- Festival international du film de Karlovy Vary 2004 : meilleure actrice pour León et Olvido
- Festival du film espagnol Cinespaña de Toulouse 2004 : meilleure actrice pour León et Olvido